# گوردن آلپورت
گوردن ویلارد آلپورت (انگلیسی: Gordon Willard Allport؛ زاده ۱۱ نوامبر ۱۸۹۸ - درگذشته ۹ اکتبر ۱۹۶۷)، روان‌شناس آمریکایی و یکی از اولین نظریه‌پردازان شخصیت بود. او طراح نظریهٔ صفات (trait theory) بود.

## زندگی‌نامه
گوردن آلپورت در ۱۱ نوامبر ۱۸۹۷ در مانتزوما، ایندیانا به دنیا آمد. آنها چهار برادر بودند و آلپورت کوچکترین آنها بود. پدرش، جان ادواردز آلپورت، پزشک و مادرش، نِلی ادیت وایز آلپورت، معلم بود، و هر دوی آنها تأثیری قوی و مثبت بر وی داشتند. آلپورت در کلیولند، اوهایو بزرگ شد و همان‌جا به مدارس دولتی رفت. برادر بزرگترش، فلوید، دانشجوی هاروارد بود (و بعدها او نیز به یک روان‌شناس معروف تبدیل شد)، و به اصرار وی، آلپورت در ۱۹۱۵ به هاروارد رفت. او به زحمت توانست امتحان ورودی را پاس کند و در ترم اول دانشگاه نیز نمراتش همیشه یا C بود یا D. اما با تلاش بسیار، سال اول را با نمرات A قبول شد. در ۱۹۱۹ آلپورت از دانشگاه هاروارد با مدرک لیسانس اقتصاد و فلسفه فارغ‌التحصیل شد.
بعد از فارغ‌التحصیلی، ظاهراً چون نمی‌دانست می‌خواهد چه کار کند و چون هنوز به دنبال هویت شخصی خود بود، به ترکیه رفت و در استانبول، در رابرت کالج به تدریس انگلیسی و جامعه‌شناسی پرداخت. بعد از یک سال، از هاروارد بورسیه گرفت تا در رشتهٔ روان‌شناسی تحصیل کند. او دو سال بعد، در ۱۹۲۲، و در ۲۴ سالگی در همین رشته دکترا گرفت.
در راه برگشت به ایالات متحده، آلپورت در وین توقف کرد تا یکی از برادرانش را ببیند. در آنجا نامه‌ای به زیگموند فروید نوشت و از او تقاضای ملاقات کرد. فروید این درخواست را پذیرفت. وقتی آلپورت به محل ملاقات رسید، در اتاق انتظار نشست. اتاق پر بود از تصاویری مربوط به رویاهای مختلف. بعد از مدتی، فروید او را به داخل اتاق کارش صدا زد. فروید ساکت نشست، گویا منتظر بود تا آلپورت دلیل ملاقاتش با وی را توضیح دهد. این ساکت ماندن باعث شد آلپورت هول شود و عجولانه دنبال موضوعی بگردد تا سر صحبت را باز کند. در این حالت، آلپورت به یاد پسربچهٔ کوچکی افتاد که در تراموای شهری، به هنگام آمدن به دفتر فروید، دیده بود. ظاهراً این کودک فوبی داشت و از کثیف شدن می‌ترسید. او دائم به مادرش می‌گفت که نمی‌خواهد روی صندلی کثیف یا کنار یک مسافر کثیف بنشیند. آلپورت این داستان را برای فروید تعریف کرد. بعد از پایان داستان، فروید نگاه روانکاوانهٔ خود را به او دوخت و پرسید: «و آن پسر کوچک شما بودید؟» آلپورت به شدت جا خورد اما زود به خودش آمد و بحث را عوض کرد. این حادثه به شدت روی آلپورت تأثیر گذاشت و هرگز آن را فراموش نکرد او به این فکر افتاد که فروید همه چیز را به انگیزه‌های ناهشیار نسبت می‌دهد و این نمی‌تواند صحیح باشد به همین دلیل، در مورد انگیزش، باید یک نظریهٔ دیگر ارائه شود. آلپورت، در نظریهٔ خودش، به تفحص در قسمت تاریک شخصیت نپرداخت. او با تأکید فروید روی سکسوالیته و انگیزه‌های ناهشیار مخالف بود.
بعد از بازگشت از اروپا، آلپورت به تدریس اخلاق اجتماعی در هاروارد پرداخت. در همان‌جا او به پردازش و تدریس آن چیزی پرداخت که احتمالاً اولین درس شخصیت در آمریکا بود. در ۱۹۲۶، او به کالج دارتموث رفت ولی خیلی زود، بعد از چهار سال، برای همیشه به هاروارد برگشت. خدمات وی به هاروارد بسیار زیاد است. از همهٔ آنها مهمتر این بود که وی جزو اولین طرفداران مطالعات چند رشته‌ای، و جزو پیش قدمان در ایجاد دپارتمان روابط اجتماعی بود. این دپارتمان رشته‌های روان‌شناسی، جامعه‌شناسی و انسان‌شناسی را با هم ترکیب می‌کرد. افتخارات آکادمیک او بسیار زیادند. او استادی محبوب و مورد احترام همه بود. آلپورت در ۱۹۶۷، یک ماه قبل از ۷۰ سالگی خویش در کمبریج، ماساچوست درگذشت.